# Blutgruppentätowierung
Die Blutgruppentätowierung war ein Kennzeichen der Mitglieder der SS-Verfügungstruppe, der SS-Totenkopfverbände und später des größten Teils der Waffen-SS. Ursprünglich zur Erleichterung medizinischer Hilfe gedacht, wurde sie in der Endphase des Kriegs oder nach Kriegsende eine Hilfe, wenn es darum ging, untergetauchte Angehörige der Waffen-SS zu identifizieren, die sich als Wehrmachtssoldaten ausgaben.

## Einführung
Wann und für welchen Kreis diese Regelung für die SS-Truppen eingeführt wurde, ist bisher nicht bekannt.
Das Reichsministerium des Innern ordnete mit Runderlass vom 5. November 1941 die Feststellung der Blutgruppe für alle Angehörigen der Ordnungspolizei (uniformierte Polizei) an, das galt auch für Verwaltungsbeamte, die „als Mußuniformträger mit ihrem auswärtigen Einsatz in Pol.-Bataillonen zu rechnen haben“. Die durch eine eigene Kommission eruierte Blutgruppe war einzutragen durch: 1) Stempel im Polizeipass oder dem grünen Polizeiausweis, 2) Einstanzung in Erkennungsmarke, 3) „Tätowierung in die Beugeseite des linken Armes“. Der Runderlass wurde im Ministerialblatt der inneren Verwaltung veröffentlicht.
Als Angehörige der Ordnungspolizei erhielten auch Männer der Feuerwehr, des Luftschutzes und der Technischen Nothilfe die Blutgruppentätowierung.
Ob auch Angehörige der Sicherheitspolizei – Gestapo, Kriminalpolizei – und des SD (SS-Sicherheitsdienst) die Tätowierung bei einem „auswärtigen Einsatz“ erhielten, ist nicht bekannt/recherchiert. Sie erhielten ihre Befehle vom RSHA und waren die Planer und Organisatoren der Kriegsverbrechen hinter der Front.

## Lage und Aussehen
Die Tätowierung lag auf der Innenseite des linken Oberarms bzw. in der Achselhöhle und war ungefähr sieben Millimeter groß. Sie bestand nur aus der Bezeichnung der Blutgruppe: A, B, 0 oder AB.
Die Rhesusformel wurde nicht angegeben, da diese erst kurz zuvor von zwei jüdischen Forschern entdeckt worden war und die Forschung darüber noch in den Anfängen steckte.

## Nutzen und Folgen
Der eigentliche Zweck war, zu verhindern, dass die Träger bei Verwundungen eine Bluttransfusion der falschen Gruppe bekamen.
Da diese Tätowierung ein eindeutiges Erkennungszeichen war, versuchten viele Angehörige der Waffen-SS, sie in der Endphase des Krieges loszuwerden, beispielsweise indem sie sich in den Oberarm schossen.
In der Nachkriegszeit in Deutschland tauchten letztlich immer mehr angeblich „reguläre“ Soldaten auf, die eine Verwundung an der eigentlich tätowierten Stelle trugen, so etwa durch Selbstbeschuss oder verlangten Beschuss durch Kameraden. Ebenso verbreitet war die Entfernung durch einen bezahlten Arzt. Hiermit wollten viele ehemalige Angehörige der Waffen-SS eine Entdeckung ihrer Organisationszugehörigkeit, ihrer wahren Identität und die damit möglicherweise verbundene Bestrafung verhindern.
Die meisten Haupttäter der Vernichtung – v. a. jene am Schreibtisch im RSHA und ohne „Mussuniform“ (politische Polizei und SD) – blieben unentdeckt.

## Ausführungen
Die Tätowierung gab es in zwei verschiedenen Ausführungen: einmal mit deutschen Schriftzeichen und einmal in lateinischer Schrift. Letztere wurde zu Kriegsende ausschließlich verwendet, da sie nicht so aufwändig war bzw. die lateinische Schrift von Hitler zur Normalschrift im Reich gemacht worden war (siehe Normalschrifterlass). Das spielte vor allem eine Rolle, nachdem die Aufnahmekriterien für die Waffen-SS im Kriegsverlauf herabgesetzt wurden.